# Dascillus klapperichi
Dascillus klapperichi is een keversoort uit de familie withaarkevers (Dascillidae). De wetenschappelijke naam van de soort is voor het eerst geldig gepubliceerd in 1955 door Pic.